# Guzmania alborosea
Espèce
Classification phylogénétique
Statut de conservation UICN

 VU A4d : Vulnérable
Guzmania alborosea est une espèce de plantes de la famille des Bromeliaceae, endémique d'Équateur.